# Карло Янка
Карло Янка (нім. Carlo Janka, 15 жовтня 1986) — швейцарський гірськолижник, олімпійський чемпіон, чемпіон світу.
Карло Янка розпочав змагатися на міжнародній арені в 2001, а на етапах Кубка світу з 2005. Він універсальний гірськолижник і добре почуває себе, як у технічних, так і швидкісних дисциплінах. Справжній успіх прийшов до нього в сезоні 2008/2009 років, коли він зумів пробитися до еліти. На чемпіонаті світу у Валь-д'Ізері Янка здобув золоту медаль у гігантському слаломі й бронзову в швидкісному спуску.

Олімпійським чемпіоном спортсмен став у гігантському слаломі на Іграх у Ванкувері. Того ж року він став володарем Великого кришталевого глобуса переможця Кубка світу.